# Zeleni venac
Zeleni venac ou, plus familièrement, Zelenjak (en serbe cyrillique : Зелени венац ou Зелењак) est un quartier de Belgrade, la capitale de la Serbie. Pour l'essentiel, il est situé dans la municipalité de Savski venac, avec une petite partie dans la municipalité de Stari grad. En 2002, il comptait 3 517 habitants.

## Localisation
Zeleni venac est situé au centre-ville de Belgrade, à quelques minutes à pied de Terazije, qui est considéré comme le centre de la capitale serbe. Il est entouré par le quartier de Savamala au sud ; sa limite septentrionale est la rue Brankova. Le Terazije tunnel le relie à la place de la République et un passage pour piétons le relie à Terazije et à la rue Knez Mihailova, respectivement par les rues Prizrenska et Sremska.

## Histoire
Zeleni venac est construit sur un secteur qui, au XVIIe siècle, faisait partie des fossés ceinturant la forteresse de Belgrade. Quand les fossés furent comblés, un étang s'y forma, qui devint un centre d'attraction pour les habitants de la capitale. Au milieu du XIXe siècle, l'étang fut asséché et le secteur fut choisi pour le site du futur Théâtre national mais, à cause de l'instabilité du terrain, ce projet fut abandonné et le théâtre fut construit sur un autre site.
En serbe, le nom du quartier signifie la « couronne verte ». Il doit ce nom à une ancienne kafana nommée Zeleni venac, à l'emplacement de l'actuel restaurant McDonald's de la rue Brankova.

## Marché de Zeleni venac
Le quartier possède un important marché appelé Pijaca Zeleni venac (en cyrillique : Пијаца Зелени венац), l'un des plus importants de Belgrade. Il a été créé en 1924 et fut conçu comme le grand marché en plein air du centre-ville. Une reconstruction, commencée en 2005, veut lui restituer son aspect d'origine.

## Transports
Zeleni Venac constitue un important nœud de communication pour les transports publics de la ville. Plusieurs lignes de la compagnie GSP Beograd y ont leur terminus : lignes 15 (Zeleni venac - Zemun Novi Grad), 52 (Zeleni venac – Cerak Vinogradi), 53 (Zeleni venac – Vidikovac), 56 (Zeleni venac – Petlovo brdo), 56L (Zeleni venac – Čukarička padina), 60 (Zeleni venac – Novi Beograd), 67 (Zeleni venac – Novi Beograd Blok 70a), 68 (Zeleni venac – Novi Beograd Blok 70), 71 (Zeleni venac – Bežanija), 72 (Zeleni venac – Aéroport Nicolas Tesla), 75 (Zeleni venac – Bežanijska kosa), 84 (Zeleni venac – Nova Galenika), 704 (Zeleni venac – Zemun polje), 706 (Zeleni venac – Batajnica) et 707 (Zeleni venac – Mala pruga – Zemun Polje).